# Меморіальні та анотаційні дошки Дубна
Перелік меморіальних та анотаційних дощок Дубна.
| На честь кого, чого, чи якої події встановлена | Розташування                                                                    | Фото | Текст на меморіальній дошці | Короткі відомості        |
| Войцеху Богуславському                         | вул. Замкова (палац Любомирських Дубенського замку)                             |      | Тут у 80-тих роках XVIII ст. жив і ставив свої вистави батько польського театру Войцех Богуславський. Земляки Полонія |                          |
| Івану Мазепі та Пилипу Орлику                  | вул. Замкова (палац Любомирських Дубенського замку)                             |      | У листопаді 1705 року в Дубенському замку перебували гетьман України Іван Мазепа та автор першої Конституції України Пилип Орлик. | Встановлена в 2010 році. |
| Тадеушу Чацькому                               | вул. Шевченка, 2                                                                |      | У цьому будинку помер видатний польський просвітитель Тадеуш Чацький | Встановлена в 2000 році. |
| Тарасу Шевченку                                | м-н Незалежності,1 (Будинок дітей та молоді, зі сторони вул. Кирила та Мефодія) |      | В жовтня 1846 року в м. Дубно перебував великий син українського народу поет революціонер-демократ Т. Г. Шевченко |                          |
| Оноре де Бальзаку                              | м-н Незалежності,1 (Будинок дітей та молоді, зі сторони вул. Кирила та Мефодія) |      | Через місто Дубно в 1847—1850 роках пролягав шлях великого французького письменника Оноре де Бальзака. Пам’ятний знак встановлений на честь 200-річчя від дня народження | Встановлена в 1999 році. |
| Антонію Мальчевському                          | вул. князя Острозького, 18 (Костел Святого Яна Непомуки)                        |      | Антонієві Мальчевському. Земляки | Встановлена в 2001 році. |
| Ігорю Свєшнікову                               | вул. Шевченка, 23 (ЗОШ № 1)                                                     |      | В 1935 році Дубенську гімназію закінчив видатний вчений-археолог Ігор Кирилович Свєшніков (1915—1995) | Встановлена в 1997 році. |
| Ігорю Лозов’юку                                | вул. Шевченка, 23 (ЗОШ № 1)                                                     |      | Ігор Лозов’юк випускник Дубенської гімназії 1935 р. (краєзнавець, етнограф, просвітянин) | Встановлена в 1998 році. |
| Миколі Лисенку                                 | вул. Лисенка, 17 (Школа мистецтв)                                               |      | У березні 1867 року у Дубні перебував відомий український композитор М. В. Лисенко |                          |
| Станіславу Скальському                         | вул. Шевченка, 23 (ЗОШ № 1)                                                     |      | Тут навчався і у 1933 році закінчив гімназію польської авіації генерал Станіслав Скальський | Встановлена в 2010 році. |
| Михайлу та Івану Носалям                       | вул. князя Острозького, 25 (Дубенський медичний коледж)                         |      | Місто Дубно пам’ятає славетних знавців української народної медицини Михайла та Івана Носалів |                          |
| Арсену Левковичу                               | вул. князя Острозького, 25 (Дубенський медичний коледж)                         |      | Поет-страдник Арсен Левкович (1945—1991) його ім’я завжди буде з нами. Студенти та випускники медичного училища |                          |
| Борису Огороднікову                            | м-н Незалежності,1 (Будинок дітей та молоді, зі сторони вул. Свободи)           |      | Піонеру-розвіднику Борису Огороднікову який загинув 13 лютого 1944 року під час визволення м. Дубно від німецько-фашистських загарбників |                          |
| Григорію Буняку                                | вул. К.Острозького, 3                                                           |      | У цьому будинку з 1948 по 1991 рік жив і творив видатний Дубенський художник Буняк Григорій Іванович 12.03.1921 - 26.06.1991 |                          |
| Мечеславу Кодейшку                             | вул. Лисенка, 17 (Школа мистецтв)                                               |      | Чеху-композитору, педагогу музиканту Мечеславу Кодейшку до 120 річчя з дня народження | Встановлена в 2006 році. |
| В'ячеславу Липинському                         | вул. князя Острозького, 18 (Костел Святого Яна Непомуки)                        |      | У 1914-1915 роках в місті Дубно перебував видатний історик, державотворець В'ячеслав Липинський | Встановлена в 2012 році. |
| Івану Іванову                                  | вул. Семидубська, 3                                                             |      | В этом доме с 1940 г. по июнь 1941 г. жил старший-лейтенант летчик-истребитель И.И.Иванов Двадцать второго июня в четыре часа двадцать пять минут совершил первый в Великой Отечественной войне воздушный таран фашистского самолета. Посмертно удостоен звания Героя Советского Союза |                          |
| Антоніні Гржибовській                          | вул. Скарбова, 9 (Дубенська центральна районна бібліотека)                      |      | Землячці Антоніні Гржбовській 01.06.1909 Дубно, Україна - 01.01.2002 Єсеніце, Чехія, народжена Єжабкова, чеській поетесі дарує Чеське Товариство "Стромовка" |                          |
| Васильєву Івану Васильовичу                    | військове містечко                                                              |      | командиру в/ч А1519 |                          |